# Leyritz-Moncassin
Leyritz-Moncassin è un comune francese di 217 abitanti situato nel dipartimento del Lot e Garonna nella regione della Nuova Aquitania.

## Società

### Evoluzione demografica
Abitanti censiti